# Protocatedral de Santa María (Los Ángeles)
La Protocatedral de Santa María  (en inglés: Proto-Cathedral of St. Mary) también llamada Iglesia Protocatedral Católica Bizantina de Santa María Es una iglesia parroquial y protocatedral de la Eparquía católica bizantina de Phoenix (Rito ruteno de la Iglesia católica), que sirve a la población católica oriental de Rutenos de Los Ángeles, California, Estados Unidos. Fue la primera iglesia bizantina católica en California. Se encuentra en el Bulevar Sepúlveda en Sherman Oaks, Los Ángeles, California. Es la única iglesia rutena bizantina en el territorio de la Arquidiócesis de Los Ángeles.
El rito bizantino se originó en Constantinopla durante los siglos cuarto y quinto. Un cisma ocurrió en 1054 que separó el este y el oeste, pero el rito bizantino se reunificó con Roma en 1646. En el siglo XIX, los inmigrantes rutenos trajeron el rito bizantino a Estados Unidos y muchas parroquias fueron establecidas en Pennsylvania, New Jersey, Ohio y el noreste.
En 1956, el obispo de la Arquieparquía Católica Bizantina de Pittsburgh concedió el permiso para un sacerdote en Los Ángeles. En 1957, la parroquia adquirió tierra en el bulevar Sepúlveda, y la nueva iglesia fue dedicada en 1961.
La Eparquía de Van Nuys fue fundada en 1982 con el reverendo Thomas Dolinay como primer obispo. En 2010, con la reubicación de la eparquial ver a Phoenix, Arizona, la Catedral de Santa María se le asignó el título de Proto-Catedral.